# Partida a pedal
O sistema de partida a pedal em destaque em uma motocicleta Kawasaki com motor de dois tempos.
Partida a pedal é um modo de fazer funcionar um motor de combustão interna (geralmente em motocicleta) através de um roquete ligado a um pedal acionado pelo pé do condutor. Sistemas de partida a pedal fizeram parte de quase todos os sistemas de partida das motocicletas antes de meados da década de 1970, saindo de produção ao longo das décadas seguintes conforme a partida elétrica foi se tornando o padrão. Ainda há motocicletas produzidas com os dois sistemas, geralmente de baixa cilindrada. 
Muitos ciclomotores e motonetas também possuem partida a pedal junto à partida elétrica, tornando-se útil quando esta falha, considerando que os ciclomotores e as motonetas costumam ter baterias menores, que acabam mais rápido que outra baterias. E também não é possível dar partida "no tranco" nesses dois tipos de veículos - assim como em quaisquer automóveis em geral - se eles contarem com transmissão automática.
A primeira motocicleta com partida a pedal foi uma motocicleta britânica, da marca Scott Motorcycle, de dois tempos, no ano de 1910.
Algumas motonetas têm pedais de partida com tendência a não funcionar corretamente se não acionados corretamente. Muitos fabricantes também incluem partida a pedal em seus modelos com o objetivo de oferecer uma alternativa confiável à partida elétrica para a ignição do veículo.